# Stéphane Audran
Stéphane Audran, egentlig Colette Suzanne Jeannine Dacheville, (født 8. november 1932 i Versailles, død 27. marts 2018 i Neuilly-sur-Seine) var en fransk skuespiller.
Hun var en af sin generations mest markante filmskuespillere med centrale roller i over 100 film. Audran forbindes først og fremmest med reserverede rollepræstationer i en række film af Claude Chabrol, herunder Fætrene (Les Cousins, 1959), Veninderne (Les Biches, 1968) Slagteren (Le Boucher, 1970) og Et lig for meget (Poulet au vinaigre, 1985). Hun leverede også karakteristisk distanceret spil i Luis Buñuels Borgerskabets diskrete charme (Le Charme discret de la bourgeoisie, 1972) og Bertrand Taverniers Bourkassa-Ourbangui (Coup de torchon, 1981) og var Babette i Gabriel Axels biografsucces Babettes gæstebud (1987), der modtog en Oscar i 1988 som den første danske film nogensinde, ligesom filmen er optaget i den danske Kulturkanon. Audran har været gift med Jean-Louis Trintignant, og fra 1964 til 1980 med Chabrol.